# Frank Wartenberg

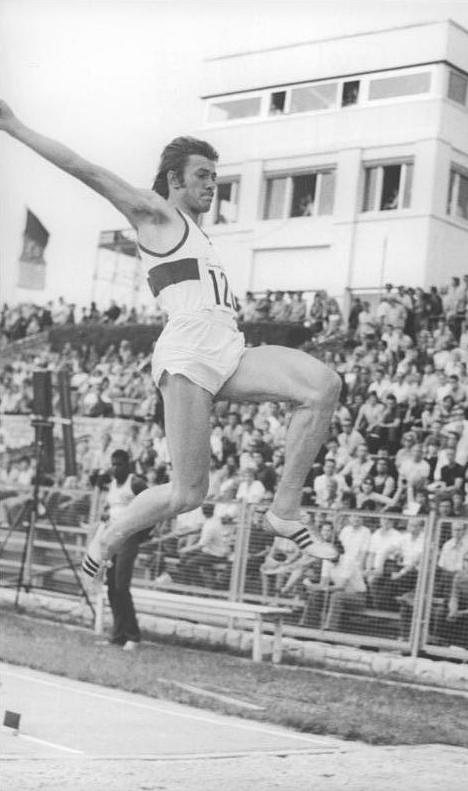
Frank Wartenberg, 27. Juni 1973

Frank Wartenberg (* 29. Mai 1955 in Bülzig) ist ein ehemaliger deutscher Leichtathlet, der – für die DDR startend – bei den Olympischen Spielen 1976 in Monreal die Bronzemedaille im Weitsprung gewann.

## Leben
Er wurde 1973 in Duisburg Junioreneuropameister. Im Jahr darauf wurde er mit dem Junioreneuroparekord von 8,01 Meter DDR-Hallenmeister. Bei den Halleneuropameisterschaften 1974 in Göteborg erreichte er Platz acht. Auch im Freien sprang er in diesem Jahr Junioreneuroparekord und wurde bei den Europameisterschaften in Rom Zwölfter.
1976 war Wartenbergs erfolgreichstes Jahr. Er wurde DDR-Meister und gewann bei den Olympischen Spielen in Montreal die Bronzemedaille (7,81 m – ungültig – ungültig – 8,02 m – 7,84 m – ungültig). Außerdem sprang er mit 8,18 m seine persönliche Bestweite. 1977 wurde er bei den Halleneuropameisterschaften in San Sebastián und beim ersten Weltcup in Düsseldorf jeweils Fünfter. Wegen eines Knorpelschadens musste er kurz vor den Olympischen Spielen 1980 in Moskau seine Karriere beenden.
Frank Wartenberg startete für den SC Chemie Halle und trainierte bei Siegfried Just. In seiner aktiven Zeit war er 1,86 m groß und wog 76 kg. In den nach der Wende öffentlich gewordenen Unterlagen zum Staatsdoping in der DDR fand sich bei den gedopten Sportlern auch der Name von Wartenberg.
1977 heiratete er die Mittelstreckenläuferin Christiane Stoll, die 1980 unter dem Namen Wartenberg Olympiazweite im 1500-Meter-Lauf wurde. Nach Ende seiner Sportlerlaufbahn war der Diplom-Sportlehrer als stellvertretender DTSB-Kreisvorsitzender in Wittenberg tätig. Nach der Wiedervereinigung arbeitete er als Angestellter in der Stadtverwaltung von Wittenberg. Er lebt mit seiner Familie in Bülzig.